# ایشتواندی
ایشتواندی (به مجاری: Istvándi) یک شهرداری در مجارستان است که در ناحیه بارچ واقع شده‌است. ایشتواندی ۳۰٫۳۱ کیلومتر مربع مساحت و ۶۴۵ نفر جمعیت دارد.